# Carlos de Montúfar y Larrea-Zurbano

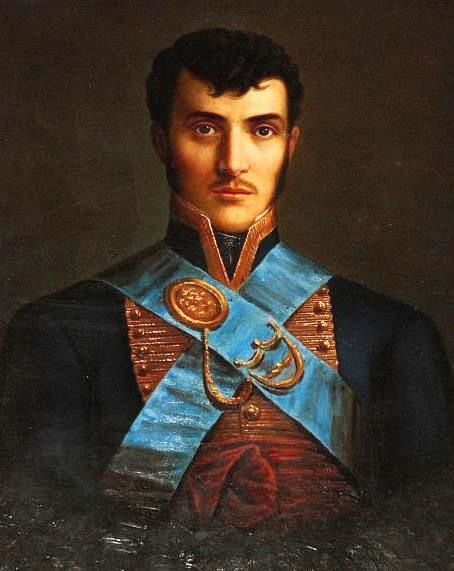
Carlos de Montúfar y Larrea-Zurbano

Carlos de Montúfar y Larrea-Zurbano (* 2. November 1780 in Quito, Ecuador; † 31. Juli 1816 in Buga, Kolumbien) war ein kreolischer Adliger und Soldat, der als einer der Befreier des heutigen Ecuadors gilt. Er kämpfte gemeinsam mit Simón Bolívar und erhielt den spanischen Spitznamen El Caudillo.

## Leben
Carlos war der dritte Sohn von Juan Pío de Montúfar y Larrea, II. Marqués de Selva Alegre und Teresa de Larrea y Villavicencio. Sein Vater war eine Schlüsselfigur in der Unabhängigkeitsbewegung, die in Quito zwischen 1809 und 1812 stattfand und Vorläufer der Unabhängigkeit Ecuadors war.
Er studierte Philosophie und Geisteswissenschaften an der Universität von Santo Tomás de Aquino, wo er 1800 seinen Abschluss machte. 1802 traf er die Naturforscher Alexander von Humboldt und Aimé Bonpland, die auf ihrer wissenschaftlichen Expedition in Quito ankamen. Carlos, einundzwanzig Jahre alt, hatte von Anfang an ein besonderes Verhältnis zu Humboldt, den er während der restlichen amerikanischen Expedition im heutigen Ecuador, Peru, Mexiko, den Vereinigten Staaten und Kuba bis zu seiner Rückkehr nach Europa begleitete. In Paris, wo sie an der Krönung Napoleons als Kaiser von Frankreich teilnahmen, trennten sie sich: Carlos reiste nach Spanien und Humboldt nach Berlin.
Er beeindruckte Alexander von Humboldt, was von dem Naturforscher Francisco José de Caldas stark kritisiert wurde, da dieser ebenfalls ein Anwärter als ständiges Mitglied der Expedition war und Carlos ihm vorgezogen wurde. Die Eifersucht Francisco José de Caldas ist mit der Verehrung Humboldts zu erklären, er bezeichnet ihn in einem Brief an José Mutis vom 21. Juni 1802 gar als „Adonis“.